# Yoshi Aesaert
Yoshi Aesaert (Veurne, 9 november 1988) is een Belgische televisieproducent en ondernemer. Hij is oprichter van Punch Entertainment. Punch Entertainment is het bedrijf achter de Belgische tak van de internationale productie ‘Mamma Mia! The Party’.

## Biografie
Aesaert groeide op in een ondernemersgezin als jongste van drie kinderen. Zijn vader was aanvankelijk visser, maar begon later samen met zijn moeder een frituur in Nieuwpoort aan de Belgische kust. Yoshi werkte vanaf jonge leeftijd mee in de zaak.
Als kind al had hij een grote interesse in media en entertainment en organiseerde hij graag feesten en optredens.
Van 1993 tot 2006 volgde Aesaert gemeenschapsonderwijs in Nieuwpoort. Hij stopte op zijn zestiende met de middelbare school om door te gaan naar de Examencommissie en alsnog tijdig zijn diploma te halen. Hij studeerde in 2007 af met diploma boekhouding en bedrijfsbeheer. In 2011 behaalde Aesaert een bachelor communicatiewetenschappen aan de Universiteit Gent.
Tijdens zijn Universiteits-opleiding liep Aesaert stage als opnameleider bij de VTM-reeks Code 37. Hij groeide in het derde en laatste seizoen door van stagiair tot setmanager. Na Code 37 werkte Aesaert mee aan onder meer The Broken Circle Breakdown, Deadline 14/10 en In Vlaamse Velden.
In 2013 richtte Aesaert zijn bedrijf Marmelade op en in maart 2016 werd hij verkozen tot Oost-Vlaamse jonge ondernemer van het jaar. In 2023 richtte Aesaert zijn huidige bedrijf Punch Entertainment op.

### Acteur
Aesaert ontwikkelde al op jonge leeftijd een interesse in entertainment, film en televisie. Op elfjarige leeftijd werd hij geselecteerd voor een rol in The Grand Opening Walt Disney Studios Park in Parijs. Deze productie bracht hem voor enkele maanden naar Frankrijk, waar hij optrad in scènes met onder anderen David Hasselhoff en Britney Spears. Deze show werd in Vlaanderen uitgezonden op VTM. Zowel in Wat mannen willen als in Allemaal Familie speelt Aesaert een kleine rol.

### Jonge ondernemer
Na zijn afstuderen werd Aesaert in 2012 door producenten Danielle Raaphorst en Sjef Scholte gevraagd als productiemanager bij de Nederlandse film Smoorverliefd. In minder dan twee weken na de release kreeg de filmploeg een Gouden Film.
Na Smoorverliefd werkte Aesaert als productiemanager aan de tv-serie Amateurs. Een grootschalige Vlaamse productie.
In 2013 richtte Aesaert zijn bedrijf Marmelade op om als freelance zelfstandig productiemanager te kunnen opereren.
Aesaert werd in maart 2016 verkozen tot Oost-Vlaamse 'Jonge ondernemer van het jaar'. Deze prijs werd uitgereikt te Gent door de JCI-organisatie.

### Marmalade
Aesaert richtte in 2013 , zijn eerste bedrijf als zelfstandig productieleider, Marmalade op, in Gent. 
In 2015 trad Aesaert voor het eerst op als co-producent tijdens de productie van de film De Ontsnapping. Dit markeert de start van Marmalade als productiehuis.
Hiermee maakte hij films als Wat mannen willen, Keet & Koen en de Speurtocht naar Bassie & Adriaan, De ontsnapping en Allemaal Familie. Sinds het begin haalde Aesaert onder anderen ex-netmanager van VTM An Rydant bij het bedrijf, deze nam vanaf september 2015 de rol van creative director op zich.
Marmalade groeide uit tot een van de grootste onafhankelijke Vlaamse productiehuizen met een omzet van ruim 23 miljoen euro. Begin 2016 kondigde het productiehuis aan in zee te gaan met Maarten Stevens, die zijn overstap maakte vanuit Studio 100. Later in het voorjaar werd bekend dat Stevens betrokken zou zijn in een fraudezaak binnen Studio 100 en werd per direct het contract ontbonden.
In 2015 werd de Nederlandse vestiging opgericht te Amsterdam. Aesaert kondigde ook al aan een vestiging in Duitsland te openen.
Aesaert kon voor bijna alle uitgebrachte titels de kaap van 100.000 bezoekers behalen. Hiervoor werd traditioneel een prijs uitgereikt. De romantische komedie Wat Mannen Willen trok zelfs 190.000 bezoekers naar de bioscoop.
In 2016 kondigt Marmalade aan de legendarische musical 'Beauty & The Beast' te brengen in Flanders Expo Gent, met onder meer Josje Huisman als Belle en Jan Schepens als Beest. De musical betekent voor het Belgische productiehuis de eerste stap naar live-entertainment.
In 2017 volgde een nieuwe musical in Flanders Expo Gent: ‘The Little Mermaid’, met onder meer Ianthe Tavernier als Ariel, Juan Gerlo als Prins en Kobe Van Herwegen als Sebastiaan.
In december 2017 maakte Aesaert bekend op Kanaal Z dat Marmalade 19 miljoen euro omzet noteerde, met een EBITDA van 1,8 miljoen euro.
In 2017 startte het bedrijf met de productie van Gent-West in coproductie met FremantleMedia Belgium, met onder meer Ruth Becquart, Charlotte Anne Bongaerts, Gilda De Bal, Evelien Bosmans, Michael Pas. Seizoen 1 was voor het eerst te zien op Telenet Digitale Televisie. Het tweede seizoen van Gent-West volgde in september 2018.
Begin 2018 werd Gent-West seizoen 1 op VIER vertoond, gevolgd door seizoen 2 begin 2019. Er werden erg gunstige kijkcijfer genoteerd van 600.000 kijkers. In april 2019 maakte het productiehuis bekend dat de resultaten van 2018 erg gunstig waren. Zo behaalde Marmalade een brutowinst van ruim 11 miljoen euro. 
In 2019 nam Marmalade het Nederlandse mediabedrijf Just Media Group over, waarmee het zijn activiteiten uitbreidde naar de Nederlandse markt
Na een periode van sterke groei werd de organisatie in 2017 geconfronteerd met liquiditeitsproblemen. De musicalproductie van Beauty and the Beast, waarvoor investeringen waren gedaan op basis van verwachte fiscale tegemoetkomingen (Tax Shelter), kon deze tegemoetkomingen uiteindelijk niet ontvangen door uitstel in de wetgeving. Dit leidde tot financiële druk binnen het bedrijf. In overleg met investeerders en banken werd gewerkt aan een herstructurering van de groep. In 2020 brachten de corona-lockdowns een omzetdaling van ruim 90% teweeg binnen de live-entertainment en eventssectoren.
In 2023 werden meerdere vennootschappen binnen de groep, waaronder Marmelade, de oorspronkelijke productietak, in samenspraak met bank en overige schuldeisers, failliet verklaard.  Aesaert besloot zich met Just Media volledig te richten op live entertainment, waarbij de filmtak werd afgebouwd.

### Punch
In 2023 startte Aesaert een nieuw label genaamd 'Punch', met een focus op live entertainment experiences. In september 2023 opende 'Mamma Mia! The Party' in Rotterdam, een dinner show-concept gebaseerd op de gelijknamige film. 

## Films, series en live entertainment

### Als producent
- Amateurs (tv-serie, 2013–2014)
- Smoorverliefd (film, 2013)

- De ontsnapping (film, 2015)
- Keet & Koen en de Speurtocht naar Bassie & Adriaan (film, 2015)
- Wat mannen willen (film, 2015)
- Sneekweek (film, 2016)
- Renesse (film, 2016)
- Allemaal Familie (film, 2016)
- Gent-West (2017–2019)
- Beauty and the Beast (musical, 2016)
- The Little Mermaid (musical, 2017)[17]
- Mamma Mia! The Party (immersive dinner show, 2023–heden) [18]